# Lycaon pictus pictus
El licaón del Cabo o perro salvaje africano del Cabo (Lycaon pictus pictus) es una subespecie del perro salvaje africano que habita en África austral. 

## Características
El perro salvaje del Cabo es la subespecie más grande, con un peso de 20 a 25 kg. Es mucho más colorido que el licaón oriental (Lycaon pictus lupinus), aunque incluso dentro de esta única subespecie hay variaciones geográficas en el color del pelaje: los especímenes que habitan en el Cabo de Buena Esperanza se caracterizan por la gran cantidad de pelaje amarillo anaranjado que se superpone al negro, la parte posterior de las orejas parcialmente amarilla, la parte inferior mayoritariamente amarilla y una serie de pelos blanquecinos en la melena de la garganta. Los de Mozambique se distinguen por el desarrollo casi igual de amarillo y negro tanto en la parte superior como en la parte inferior del cuerpo, además de tener menos pelaje blanco que la forma del Cabo.

## Distribución
África austral contiene numerosas poblaciones viables de perros salvajes, una de las cuales abarca el norte de Botsuana, el noreste de Namibia y el oeste de Zimbabue. En Sudáfrica, alrededor de cuatrocientos individuos se encuentran en el Parque nacional Kruger. Zambia tiene dos grandes poblaciones, una en el Parque nacional Kafue y otra en el río Luangwa. Sin embargo, el perro salvaje es raro en Malaui y probablemente esté extinto en Angola y Mozambique.
- Angola: Aunque el perro salvaje africano está protegido legalmente, la guerra civil angoleña impidió la recopilación de datos y solo ha habido unos pocos informes de la especie desde 1990. La especie se encontró una vez en las áreas protegidas de Angola, aunque entró en declive a mediados de 1970. Todavía puede ocurrir en la provincia de Cuando Cubango, donde pueden llegar vagabundos de Zambia y Namibia, aunque la población probablemente sea inviable.[3] En 2020, los investigadores encontraron evidencia inequívoca de que los perros salvajes residen y se reproducen en el Parque nacional del Bicuar y están presentes (pero posiblemente solo de manera transitoria) en la provincia occidental de Cuando Cubango.[4]
- Botsuana: Las perspectivas de la especie en Botsuana son esperanzadoras, ya que el norte del país probablemente alberga las mayores poblaciones de perros salvajes africanos en África. Sin embargo, recibe solo una protección parcial y los agricultores pueden dispararle en defensa del ganado. El bastión más importante de la especie en Botsuana es en el distrito Noroeste, que incluye el delta del Okavango, la Reserva de caza Moremi y el Parque nacional de Chobe. En 1997, se estimaron en la zona al menos cuarenta y dos manadas que contenían entre cuatrocientos cincuenta y quinientos individuos. L. pictus es escasa en otros lugares.[3]
- Malaui: Aunque es raro, el perro salvaje africano está protegido legalmente y solo puede ser capturado por cazadores gubernamentales y ciudadanos privados con permisos ministeriales. En la década de 1990, fue avistado regularmente en el Parque nacional Kasungu. La especie se informó regularmente en el parque nacional Kasungu en la década de 1990, donde hubo dieciocho avistamientos solo en 1991. Ocurre en cantidades reducidas en el Parque nacional de Nyika y la Reserva de Vida Silvestre Mwabvi.[3]
- Mozambique: Las perspectivas del perro salvaje africano en Mozambique son malas. La especie experimentó una rápida reducción en número después de la guerra de Independencia de Mozambique en 1975, llegando al borde de la extinción en 1986. Sin embargo, ingresa regularmente al país a través del Parque nacional Kruger en la vecina Sudáfrica. El perro salvaje africano estuvo una vez ampliamente distribuido en las áreas remotas y protegidas del país, aunque fue declarado extinto en el oeste de la provincia de Manica, en peligro en la Provincia de Tete y en la Provincia de Zambezia y extinto en la Provincia de Nampula. La especie todavía existía en las regiones del río Ruvuma y del río Lugenda en 1986 y se avistó una manada con crías en el embalse de Cahora Bassa en 1996.[3] En 2018, catorce individuos de Sudáfrica fueron reintroducidos en el Parque nacional de Gorongosa.[5][6]
- Namibia: Aunque perseguida fuertemente por los agricultores en todo el país, la especie tiene protección legal total y le va bien en la parte noreste del país. La especie está restringida al noreste, estando extinta en otros lugares. La población del noreste probablemente esté relacionada con la del norte de Botsuana.[3]
- Sudáfrica: La población de L. pictus de Sudáfrica figura como 'especialmente protegida' en el Libro Rojo de Datos de Sudáfrica y tiene un bastión en el Parque nacional Kruger, que albergaba entre trescientos cincuenta y cuatrocientos especímenes a mediados de la década de 1990. Ha habido varios intentos de reintroducir la especie en otros lugares, aunque solo dos de estos intentos resultaron exitosos y las poblaciones resultantes no fueron lo suficientemente grandes como para ser viables. La especie se encuentra en tres regiones: el la provincia Cabo del Norte, el Parque nacional Kruger y en la provincia de KwaZulu-Natal. La población de Kruger ronda los trecientos setenta y cinco a cuatrocientos cincuenta ejemplares, aunque se enfrentan a la presión de los leones y las hienas manchadas y, a veces, se les dispara o atrapa fuera de los límites del parque. Se liberaron seis especímenes en la reserva de caza Madikwe durante la década de 1990, aunque la reserva es demasiado pequeña para sostener una gran población. En la Provincia de KwaZulu-Natal, la especie está presente en el Parque Hluhluwe-Imfolozi, donde fue reintroducida a principios de la década de 1980. Esta población ha fluctuado desde la reintroducción y las actitudes locales hacia ella varían de hostiles a favorables.[3]
- Suazilandia: Parece que no hay población residente en el país. El perro salvaje africano solo ha sido avistado una vez, cuando se observó que una manada mataba un blesbok en diciembre de 1992, permaneciendo en la zona durante dos semanas antes de desaparecer.[3]
- Zambia: Aunque alguna vez fue perseguida de forma extensiva, la especie tiene protección legal total en Zambia y solo se puede cazar después de comprar una licencia costosa del Ministro de Turismo. L. pictus sigue estando muy extendido y se encuentra en la mayoría de las áreas protegidas, que son grandes y contienen hábitats y presas adecuados. Sin embargo, las poblaciones han disminuido desde 1990. La especie estaba presente en cantidades decrecientes en el Parque nacional Lusenga Plain en 1988 y no se ha reportado allí desde entonces. Se han producido avistamientos en el Parque nacional de Nsumbu, donde es probable que la especie esté disminuyendo debido a enfermedades. Se registraron pequeñas cantidades en el Parque nacional North Luangwa en 1994 y ocasionalmente se ven en las áreas adyacentes de gestión de caza de Musalangu y Lumimba. A menudo se ve en el Parque nacional South Luangwa, donde anteriormente estaba disminuyendo debido a un brote de ántrax. También ocurren avistamientos ocasionales en el Área de Manejo de Caza Lupande, el Parque nacional de Luambe, el Parque nacional de Lukusuzi y el Parque nacional del Bajo Zambezi.[3]
- Zimbabue: Zimbabue tiene poblaciones viables de perros salvajes africanos, que se estimó que consistían entre trecientos diez y cuatrocientos treinta individuos en 1985. La población aumentó durante la década de 1990, y en el periodo 1990-1992 se estimó que la población estaba compuesta entre cuatrocientos a seiscientos animales. La especie está protegida legalmente y solo se puede cazar con un permiso, que solo se otorgó una vez entre 1986 y 1992. La mayor parte de la población de perros salvajes africanos en Zimbabue vive en el Parque nacional Hwange y sus alrededores, incluido el Parque nacional de las Cataratas Victoria, Matetsi. y Deka Safari Areas y Parque nacional de Kazuma Pan. En conjunto, estas áreas contienen un estimado de treinta y cinco manadas compuestos por doscientos cincuenta a trescientos individuos.[3]

## Folklore
El perro salvaje del Cabo juega un papel destacado en la mitología de los San del sur de África. El perro salvaje está indirectamente relacionado con el mito del origen de la muerte, en éste mito la luna maldice a la liebre para ser cazada para siempre por perros salvajes después de que la liebre rechazara la promesa de la luna de permitir que todos los seres vivos renazcan después de la muerte. En otra historia, el dios ǀKaggen se vengó de los otros dioses enviando a un grupo de hombres transformados en perros salvajes africanos para atacarlos, aunque nunca se revela quién ganó la batalla. Los San de Botsuana ven al perro salvaje del Cabo como el mejor cazador y tradicionalmente creen que los chamanes y curanderos pueden transformarse en perros salvajes del Cabo. Algunos cazadores San se untarán los pies con fluidos corporales de los perros salvajes del Cabo antes de una cacería, creyendo que hacerlo les regalará la audacia y la agilidad del animal. Sin embargo, la especie no figura de forma destacada en el arte rupestre de San, siendo el único ejemplo notable un friso en el monte Erongo que muestra una manada cazando dos antílopes.